# Cendrillon (pièce de théâtre)
Pour les articles homonymes, voir Cendrillon (homonymie).
Cendrillon est une pièce écrite et mise en scène par Joël Pommerat, créée en octobre 2011 au Théâtre national de la Communauté française, en coproduction avec La Monnaie. 
Après Le Petit Chaperon rouge et Pinocchio, Joël Pommerat a réécrit et mis en scène un nouveau conte qui aborde les questions douloureuses notamment du deuil et de l'émancipation. Ainsi, Cendrillon devient une pièce « sur la mort, la vie, le temps ».
La pièce a été retranscrite à l'écrit le 11 octobre 2011 par la collection Actes Sud-Papiers/Heyoka.

## Résumé
Sandra est une jeune fille qui a beaucoup d'imagination, et à qui il arrive un grand malheur : sa mère tombe gravement malade. Tellement malade qu'elle parle « d'une voix faible, tellement faible qu'il faut sans arrêt la faire répéter. » Alors qu'elle va bientôt mourir, elle fait venir sa fille à son chevet pour lui parler une dernière fois. Sandra essaye donc d'être très attentive, et entend qu'elle ne doit jamais cesser de penser à sa mère plus de cinq minutes, sans quoi elle mourrait « en vrai ». Ces paroles bouleversent la vie de Sandra, qui dorénavant cherche à contrôler le temps et ses pensées. Plus question de divaguer.
Quand son père les emmène vivre avec une femme tyrannique et ses filles fainéantes et détestables, et qu'on lui donne à faire les tâches ingrates de la maison, Sandra ne s'en plaint pas, et en demande même davantage, pour se punir des minutes où elle a oublié de penser à sa mère. Jusqu'au jour du bal organisé en l'honneur de l'anniversaire du prince, où Sandra rencontre ce dernier, qui croit que sa mère va l'appeler car elle est juste bloquée dans des grèves qui l'empêchent de rentrer... depuis dix ans. Sandra comprend qu'en réalité la mère du prince est morte, et le poussera à accepter la vérité.

Ce faisant, elle réalisera que son propre combat, pour maintenir sa mère en vie, est vain. Grâce à sa marraine la bonne fée, Sandra aura l'occasion d'entendre les véritables dernières paroles de sa mère, et de comprendre le malentendu qui régnait sur sa vie. Car la mère de Sandra lui avait simplement dit : 

« N'oublie jamais, si tu penses à moi, fais-le toujours avec le sourire. »

## Création

### Personnages / Distribution
- Alfredo Canavate : le père de la très jeune fille / le roi
- Noémie Carcaud : la fée, une sœur
- Marcella Carrara : la voix de la narratrice
- Caroline Donnelly : le prince/ une sœur[1]
- Catherine Mestoussis : la belle mère
- Déborah Rouach : la très jeune fille
- José Bardio : un garde, etc.
- Nicolas Nore : la narratrice

### Équipe de création
- Isabelle Deffin : création costumes
- François Leymarie : création sonore
- Antonin Leymarie : musique[2]
- Renaud Rubiano : création vidéo
- Éric Soyer : scénographie et lumière
- Gwendal Malard : assistant lumières

### Éditions
- Cendrillon de Joël Pommerat, Actes Sud, coll. « Actes Sud-Papiers/Heyoka », Arles, 2012 ; rééd. coll. « Babel », mai 2013.